# Hadrien David
Hadrien David (Royan, Francia, 26 de febrero de 2004) es un piloto de automovilismo francés. Fue miembro afiliado a la Academia Alpine en el periodo del 2020 hasta el 2022 tras resultar campeón del Campeonato Francés de F4 en 2019. Durante 2021 y 2022 disputó el Campeonato de Fórmula Regional Europea con el equipo R-ace GP, resultando subcampeón en su primera temporada.

## Carrera

### Inicios
David comenzó en el karting a la edad de 8 años en la pista Karting de Royan en su ciudad natal. Comenzó en competición oficial en 2013 en la categoría Mini-kart y finalizó tercero en la Copa de Francia, primero en el campeonato regional de Poitou-Charentes y segundo en la Región Centro. En 2014, terminó quinto en la Copa de Francia y el Campeonato de Francia en la categoría Minime, David también fue mejor novato. Ese mismo año, ingresó al programa 10-153 de la Federación Francesa de Automovilismo Deportivo (FFSA). En 2015, ganó la Copa de Francia, el Rotax Challenge y terminó tercero en el Campeonato de Francia en la misma categoría y se convirtió en miembro del equipo francés de karting.
En 2016, hizo su debut internacional y se convirtió en Campeón de Bélgica en la categoría X30 Cadete. Volvió a ganar la Copa de Francia y se convirtió en Campeón de Francia Cadete. En dos años participó en 30 competencias nacionales e internacionales, subió 28 veces al podio y obtuvo 26 victorias. A partir de 2017 mejoró su presencia internacional y terminó cuarto en el Campeonato de Europa y tercero en Genk, Campeonato de Alemania y en la categoría OK-Junior. En 2018 ganó el WSK de La Conca en la misma categoría y ganó una prueba del Campeonato de Alemania en Genk en la categoría OK.

### Fórmula Regional

#### 2020
En octubre de 2019, David participó en la prueba de postemporada en Yas Marina con R-ace GP y MP Motorsport. En enero siguiente, se confirmó que David haría su debut en la próxima temporada con este último, formando pareja con el argentino Franco Colapinto. Hablando de esa oportunidad antes de la temporada, la jefa de la Academia Renault, Mia Sharizman, comentó que la serie era "una excelente plataforma para desarrollar y probar el talento de Hadrien David". Sin embargo, el francés experimentó una primera mitad de temporada lenta, que incluyó una racha de cuatro carreras consecutivas sin puntos. David mejoraría en la segunda mitad, anotando puntos consistentes y terminando en el podio en Imola. Acabó décimo en la clasificación, siete posiciones por detrás de su compañero Franco Colapinto.

#### 2021
En 2021, el francés compite en el Campeonato de Fórmula Regional Europea para R-ace GP, junto a Léna Bühler, Zane Maloney y su compatriota Isack Hadjar. El primer podio de David llegó en la primera carrera, con el tercer puesto en Imola. Terminó la segunda carrera en cuarto lugar. David finalmente terminó segundo en la clasificación.

#### 2022

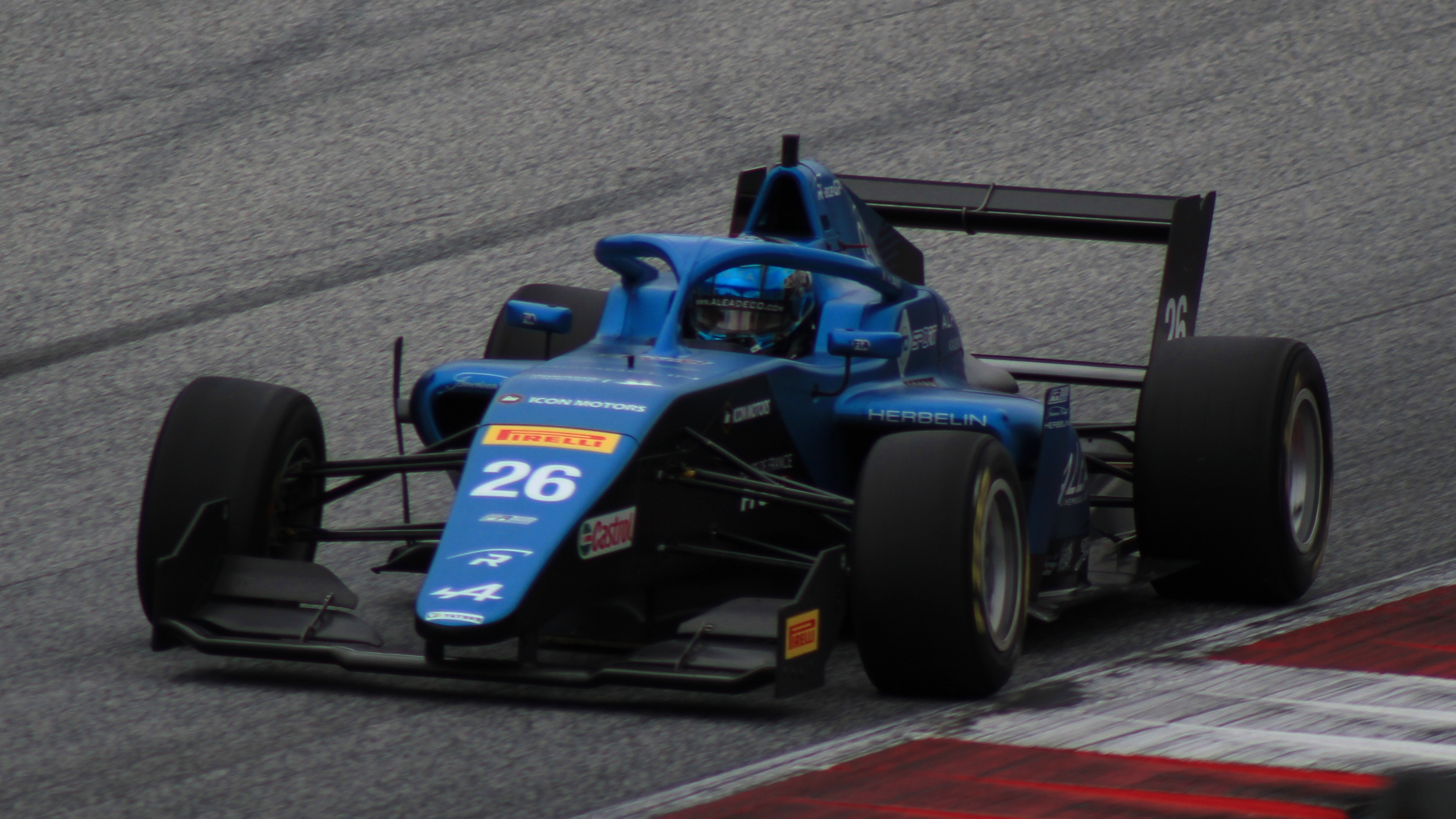
Hadrien David en el Red Bull Ring, 2022.

David permaneció con R-ace GP para el Campeonato de Fórmula Regional Europea de 2022, ya que no pudo encontrar el presupuesto para avanzar al Campeonato de Fórmula 3 de la FIA de 2022. Al comienzo de la temporada, participó en el Campeonato de Fórmula Regional Asiática en las dos primeras rondas, obtuvo dos victorias y quedó noveno en la clasificación.

### Fórmula 3
En septiembre de 2022, Beganovic participó en la prueba de postemporada del Campeonato de Fórmula 3 de la FIA, conduciendo para Carlin, acompañado de Joel Granfors y Arias Deukmedjian.

## Resumen de carrera
| Temporada | Categoría                                    | Equipo                    | Carreras | Victorias | Poles | VR | Podios | Puntos | Pos. |
| --------- | -------------------------------------------- | ------------------------- | -------- | --------- | ----- | -- | ------ | ------ | ---- |
| 2019      | Campeonato Francés de F4                     | FFSA Academy              | 21       | 7         | 9     | 7  | 14     | 281    | 1.º  |
| 2019      | Campeonato del Sudeste Asiático de Fórmula 4 | Meritus GP                | 8        | 6         | 3     | 5  | 6      | 182    | 7.º  |
| 2019      | ADAC Fórmula 4                               | R-ace GP                  | 6        | 0         | 0     | 0  | 0      | 0      | NC†  |
| 2020      | Eurocopa de Fórmula Renault                  | MP Motorsport             | 20       | 0         | 0     | 0  | 1      | 71     | 10.º |
| 2021      | Campeonato de Fórmula Regional Europea       | R-ace GP                  | 20       | 2         | 1     | 2  | 9      | 209    | 2.º  |
| 2022      | Campeonato de Fórmula Regional Asiática      | 3Y Technology by R-ace GP | 6        | 2         | 1     | 3  | 2      | 64     | 9.º  |
| 2022      | Campeonato de Fórmula Regional Europea       | R-ace GP                  | 20       | 3         | 3     | 3  | 7      | 224    | 4.º  |
| 2022      | Campeonato de Italia de Fórmula 4            | R-ace GP                  | 2        | 0         | 0     | 0  | 0      | 10     | 18.º |
| 2022      | Ultimate Cup Series - Proto P3               | CD Sport                  | 1        | 0         | 0     | 0  | 0      | 0      | NC   |
| 2023      | Campeonato de Fórmula Regional Europea       | ART Grand Prix            | 2        | 0         | 0     | 0  | 0      | 0      | 29.º |
| 2023      | Campeonato de Fórmula Regional Europea       | Monolite Racing           | 4        | 0         | 0     | 0  | 0      | 0      | 29.º |
| 2023      | Campeonato del Sudeste Asiático de Fórmula 4 | R-ace GP                  | 5        | 3         | 2     | 0  | 3      | 75     | 3.º  |
| 2024      | Le Mans Cup - LMP3                           | R-ace GP                  | 7        | 1         | 5     | 1  | 3      | 68     | 2.º  |
| 2024      | Prototype Winter Series - Class 3            | R-ace GP                  | 1        | 1         | 1     | 0  | 1      | 9.29   | 12.º |
| 2024      | Eurocup-3                                    | DXR by Drivex             | 2        | 0         | 0     | 0  | 0      | 8      | 18.º |
| Fuente:   |                                              |                           |          |           |       |    |        |        |      |

- † Era piloto invitado, por lo que no sumó puntos.

## Resultados

### Eurocopa de Fórmula Renault
(Clave) (negrita indica pole position) (cursiva indica vuelta rápida)

| Año  | Escudería     | 1   | 1   | 2    | 2    | 3   | 3   | 4   | 4   | 5   | 5   | 6   | 6   | 7   | 7   | 8    | 8    | 9   | 9   | 10  | 10  | Pos. | Puntos |
| ---- | ------------- | --- | --- | ---- | ---- | --- | --- | --- | --- | --- | --- | --- | --- | --- | --- | ---- | ---- | --- | --- | --- | --- | ---- | ------ |
| 2020 | MP Motorsport | MNZ | MNZ | IMO1 | IMO1 | NÜR | NÜR | MAG | MAG | ZAN | ZAN | BAR | BAR | SPA | SPA | IMO2 | IMO2 | HOC | HOC | LEC | LEC | 10.º | 71     |
| 2020 | MP Motorsport | 7   | 6   | 9    | 12   | 14  | 7   | Ret | 13  | 16  | 11  | 5   | 6   | 8   | 14  | 6    | 3    | 10  | Ret | 9   | Ret | 10.º | 71     |

### Campeonato de Fórmula Regional Europea
(Clave) (negrita indica pole position) (cursiva indica vuelta rápida)

| Año  | Equipo   | 1   | 1   | 2   | 2   | 3   | 3   | 4   | 4   | 5   | 5   | 6   | 6   | 7   | 7   | 8   | 8   | 9   | 9   | 10  | 10  | Pos. | Puntos |
| ---- | -------- | --- | --- | --- | --- | --- | --- | --- | --- | --- | --- | --- | --- | --- | --- | --- | --- | --- | --- | --- | --- | ---- | ------ |
| 2021 | R-ace GP | IMO | IMO | BAR | BAR | MON | MON | LEC | LEC | ZAN | ZAN | SPA | SPA | SPI | SPI | VAL | VAL | MUG | MUG | MNZ | MNZ | 2.º  | 209    |
| 2021 | R-ace GP | 3   | 4   | 12  | Ret | 4   | 3   | 1   | 10  | 3   | 12  | 2   | 3   | 2   | Ret | 7   | 6   | 23  | 6   | 1   | 3   | 2.º  | 209    |
| 2022 | R-ace GP | MNZ | MNZ | IMO | IMO | MON | MON | LEC | LEC | ZAN | ZAN | BUD | BUD | SPA | SPA | SPI | SPI | BAR | BAR | MUG | MUG | 4.º  | 224    |
| 2022 | R-ace GP | 4   | 7   | 10  | 4   | 1   | 2   | 6   | 4   | 12  | 7   | 7   | 1   | 18  | 2   | 13  | 1   | 2   | 2   | 8   | 4   | 4.º  | 224    |